# Баффало Тауншип (округ Батлер, Пенсільванія)
Баффало Тауншип (англ. Buffalo Township) — селище (англ. township) в США, в окрузі Батлер штату Пенсільванія. Населення — 7900 осіб (2020).

## Демографія
Згідно з переписом 2010 року, у селищі мешкало 7307 осіб у 2827 домогосподарствах у складі 2153 родин. Було 2977 помешкань
Расовий склад населення:
| - 97,9 % — білих - 0,7 % — азіатів - 0,4 % — чорних або афроамериканців - 0,1 % — корінних американців |

До двох чи більше рас належало 0,7 %. Частка іспаномовних становила 0,8 % від усіх жителів.
За віковим діапазоном населення розподілялося таким чином: 23,5 % — особи молодші 18 років, 61,0 % — особи у віці 18—64 років, 15,5 % — особи у віці 65 років та старші. Медіана віку мешканця становила 43,8 року. На 100 осіб жіночої статі у селищі припадало 99,5 чоловіків;  на 100 жінок у віці від 18 років та старших — 97,4 чоловіків також старших 18 років.
Середній дохід на одне домашнє господарство  становив 82 300 доларів США (медіана — 70 046), а середній дохід на одну сім'ю — 94 943 долари (медіана — 85 476). Медіана доходів становила 61 765 доларів для чоловіків та 39 627 доларів для жінок. За межею бідності перебувало 4,1 % осіб, у тому числі 4,4 % дітей у віці до 18 років та 2,2 % осіб у віці 65 років та старших.
Цивільне працевлаштоване населення становило 4075 осіб. Основні галузі зайнятості: освіта, охорона здоров'я та соціальна допомога — 27,3 %, виробництво — 19,5 %, роздрібна торгівля — 11,3 %, фінанси, страхування та нерухомість — 8,7 %.